# Армстронг, Дэвид
Дэвид Армстронг (англ. David Malet Armstrong; 08.07.1926, Мельбурн — 13.05.2014, Сидней) — австралийский философ, представитель аналитической философии. Профессор философии Сиднейского университета (1964—1991).

## Биография
Иностранный почётный член Американской академии наук и искусств (2008).
Членкор Британской академии (1998).
В 1945-1946 годах служил в Королевском австралийском ВМФ.
Окончил Университет Сиднея, где учился в 1947-1950 годах и Оксфордский университет (бакалавр философии), где учился в 1952-1954 годах Степень доктора философии получил в Университете Мельбурна.
В 1954-1955 годах преподавал в колледже Лондонского университета.
В 1956 году возвратился в Австралию и с того же года по 1963 год преподавал в Университете Мельбурна. В 1964—1991 годах профессор философии Сиднейского университета, затем эмерит.
Основные труды: A Materialist Theory of Mind (1968), двухтомник Universals and Scientific Realism (1978), What is a Law of Nature? (1983).

## Сочинения
- Армстронг Д.М.. "Льюис и теория тождества" Вестник Московского университета. Серия 7. Философия, no. 5, 2005, pp. 79-84.